# Ispettorato speciale di pubblica sicurezza per la Venezia Giulia

Ispettorato Speciale di Pubblica Sicurezza per la Venezia Giulia, al centro Gaetano Collotti

L'Ispettorato speciale di pubblica sicurezza per la Venezia Giulia fu un organismo di polizia del Ministero dell'interno con sede a Trieste, attivo dal 1942 al 1945.

## Storia

### Istituzione
Dal 1941 durante la seconda guerra mondiale nella Venezia Giulia italiana cominciarono a operare bande di partigiani sloveni.
Nell'aprile del 1942 il Ministero dell'interno istituisce quindi a Trieste un organismo di pubblica sicurezza a cui viene assegnato il nome di Ispettorato Speciale di Pubblica Sicurezza per la Venezia Giulia. E’ un ufficio investigativo speciale, destinato alla lotta contro l’estremismo politico in un settore enorme che abbraccia tutti i territori da Gorizia sino a Fiume.
L'ispettorato viene incaricato della ricerca dei partigiani stranieri e anche della repressione dei movimenti antifascisti; è stato l'unica struttura esclusivamente dedicata a tale scopo in Italia.
L'uso di metodi di tortura fu sistematico e capillare con gli antifascisti catturati, e non si trattò di imitazione delle tecniche di interrogatorio dei nazisti, infatti tali metodi furono usati già prima della caduta di Mussolini, come testimoniato da quanto dichiararono i componenti dell'ispettorato nel corso dei processi durante il dopoguerra.
La prima sede dell'Ispettorato Speciale di Pubblica Sicurezza per la Venezia Giulia era in via Bellosguardo 8, già nota come Villa Triste. Fu questa la prima fra le numerose "Ville tristi" che sorsero in Italia nel corso della II guerra mondiale.
L'ispettorato era agli ordini dell' ispettore generale di P.S. Giuseppe Gueli, già a capo dell'Ispettorato generale di Pubblica sicurezza in Sicilia, e aveva un organico 180 uomini del Corpo degli agenti di pubblica sicurezza. Gueli portò in dote i metodi poco ortodossi con i quali aveva combattuto in Sicilia la criminalità mafiosa.
Per un'azione condotta contro partigiani slavi, il vice commissario Gaetano Collotti venne insignito di una medaglia di bronzo al valor militare, il 10 aprile 1943 nei pressi di Tolmino.
Dopo il 25 luglio 1943 il presidente del consiglio Pietro Badoglio sciolse l'ispettorato, ma assegnò a Gueli il delicato compito della custodia di Mussolini dopo l'arresto.
(Giuseppe Gueli, Ispettore Generale di P.S.)

### Dopo l'8 settembre 1943
Dopo l'armistizio dell'8 settembre 1943 l'Ispettorato riprende la sua attività contro gli antifascisti ma essendosi messo agli ordini dei germanici, si occupa sensibilmente della cattura degli ebrei.
Il governo della Repubblica sociale italiana lo ricostituisce con il nome di Ispettorato Speciale; la catena di comando è comunque mantenuta sempre con a capo Gueli.
Dopo la liberazione di Mussolini dal Gran Sasso Gueli si era portato dietro diversi agenti che avevano tenuto "prigioniero" Mussolini e l'organismo appena formato dipende dal Ministero dell'Interno della Repubblica di Salò, ufficialmente, ma in pratica sotto controllo del comando delle SS con sede Trieste. Fra gli agenti più spietati vi è Gaetano Collotti. Sarà lui che si occuperà di torturare personalmente Ercole Miani, ex Legionario dannunziano a Fiume e comandante partigiano.
Tullio Tamburini, prefetto di Fiume, innalza al grado di maresciallo Sigfrido Mazzuccato, ex squadrista fascista, con lo scopo di costituire un nucleo che si occupi degli interrogatori e costituito da un reparto di polizia ausiliaria, la cui sede è posta in via San Michele. Il nucleo è conosciuto al tempo come  "squadra Olivares" e conta 200 membri, la cui maggioranza è cooptata fra i pregiudicati locali. Il reparto verrà sciolto in settembre dalle stesse autorità germaniche. Lo stesso Mazzucato fu inviato in Germania a Buchenwald.

### Alcune testimonianze tratte dagli atti del processo a Gueli
il dottor Paul Messiner, di nazionalità austriaca, nel 1944 aveva l'incarico di capo-sezione Giustizia del Supremo Commissariato della Zona di Operazioni del Litorale Adriatico:
l'avvocato Tončič:
Arrestato nel 1944, all'età di 16 anni, Pietro Prodan, insieme a Nives e Nerina, sue sorelle:

Dopo un periodo ci circa un mese negli uffici del "gruppo Olivares" dove i tre furono percossi anche da Gaetano Collotti:
Il rebus della sparizione di Mazzuccato fatto rimuovere dal comando SS dall'incarico è stato risolto.
Agli atti del processo ci son numerosissime testimonianze sui "metodi di interrogatorio" queste testimonianze sono agli atti sia del processo a carico di Gueli sia di quello relativo alla Risiera di San Sabba. Da tali testimonianze si deduce che il metodo della tortura non era occasionale bensì sistematico e lo stesso vescovo di Trieste, mons. Santin, intervenne tentando di porre fine a tal modo di agire nel 1942, dopo un periodo di incredulità su quanto era venuto a conoscenza, ma senza gli esiti che il prelato si era prefisso.

### Specifico sulla caccia agli ebrei e l'uso dei delatori
Un altro dei compiti dell'Ispettorato, oltre la cattura e gli "interrogatori" di partigiani e antifascisti, era quello di prelevare gli ebrei. 
 da inviare ai lager germanici e per questo compito specifico potevano disporre della non trascurabile cifra di 10.000 lire messa a disposizione dai nazisti per i delatori che avessero permesso una cattura. I catturati dopo un passaggio negli uffici del "gruppo Olivares" venivano inviati alla Risiera di San Sabba.
Quindi il gruppo si poteva avvalere di delatori organizzati sistematicamente che riferivano alla "banda Collotti", nome con cui è meglio conosciuto il gruppo di agenti dell'Ispettorato, o ai preposti organi delle SS. Un caso è molto noto è quello relativo a Giorgio Bacolis, impiegato presso il Lloyd Triestino, il quale si travisava da pastore evangelico oppure valdese a seconda della bisogna, per poter ottenere più facilmente informazioni, anche da persone che non erano delatori, lui ebbe un "premio" di 100.000 lire per avere fatto catturare un membro di rilievo del CLN.

## I processi del dopoguerra
Nel dopoguerra furono istituiti processi a carico di alcuni membri dell'Ispettorato. Quello di maggior peso era riferito a Giuseppe Gueli, Umberto Perrone, Nicola Cotecchia, Domenico Miano, Antonio Signorelli, Gherardo Brugnerato e Udino Pavan. Lucio Ribaudo con capi di imputazione gravissimi inerenti a un pervicace e continuo metodo di applicazione feroce della tortura fu condannato a 24 anni. Gli altri pene molto minori, a parte Cotecchia e Perrone che vennero direttamente assolti. Essendo stato Gaetano Collotti trucidato dai partigiani nel corso dell'eccidio della cartiera di Mignagola insieme con la fidanzata incinta, il difensore di Gueli si giocò la carta di impostare la difesa sul fatto che Gueli era "succube" di Collotti.
Con sentenza della Corte di assise straordinaria del 25 febbraio 1947 Giuseppe Gueli fu condannato, per il solo reato di collaborazionismo, ad otto anni di reclusione. In seconda istanza Gueli nel 1948, ebbe una condanna a 8 anni e undici mesi, ma la sentenza rientrò tra quella previste dall'amnistia Togliatti .